# El Derramadero, Jalisco
El Derramadero är en ort i Mexiko.   Den ligger i kommunen Cuquío och delstaten Jalisco, i den centrala delen av landet, 400 km väster om huvudstaden Mexico City. El Derramadero ligger 1 925 meter över havet och antalet invånare är 129.
Terrängen runt El Derramadero är kuperad söderut, men norrut är den platt. Runt El Derramadero är det ganska glesbefolkat, med 25 invånare per kvadratkilometer. Närmaste större samhälle är San Gabriel, 4,4 km väster om El Derramadero. I omgivningarna runt El Derramadero växer huvudsakligen savannskog.